# GIS-Lab.info
GIS-Lab.info — русскоязычный некоммерческий веб-проект и сообщество, посвящённое работе с географическими информационными системами и данными дистанционного зондирования земной поверхности. Проект начал работу в 2002 году.
Целями сайта и его сообщества является либерализация доступа к географическим данным и обеспечение независимой оценки и прозрачности этой области знаний. На сайте регулярно публикуются обзоры свободного программного обеспечения, документов нормативно-правового характера, описания источников географических данных. Члены сообщества сайта имеют возможность публиковать статьи о методике работы в области ГИС и обработки ДЗЗ: за время существования проекта создано более 450 авторских статей на разнообразные темы в данной области, а для облегчения публикации таких материалов на сайте введена в строй своя вики. Создана также обширная база данных по аппаратному обеспечению дистанционного зондирования. Существует активный форум, насчитывающий четыре тысячи пользователей, IRC-канал и новостная рассылка. В проекте действует блог, на котором участниками активно освещается широкий набор тем, связанных с областью ГИС и ДЗЗ, рассказывается об обновлениях программных продуктов, событиях и новостях в мире ГИС.
Хотя тематика сайта не имеет ограничений по спектру программного обеспечения в области ГИС и ДЗЗ, сайт активно пропагандирует использование открытого ПО и зачастую является единственным источником практической русскоязычной информации о таких свободных проектах, как GRASS, gvSIG, GDAL, Mapserver, OpenLayers, Quantum GIS и многих других. В материалах сайта и на форуме также активно обсуждаются многие проприетарные пакеты, такие как ArcGIS, MapInfo и другие. На сайте также поддерживается крупный сборник документации и литературы по тематике ГИС и ДЗЗ.
Важной особенностью сообщества является выполнение так называемых «коллективных проектов» — группового процесса создания документации (часто перевода на русский язык) или наборов данных (например таким образом была создана первая открытая географическая база данных по границам субъектов РФ).
17—18 ноября 2012 года при активном участии сообщества GIS-Lab в России впервые была проведена конференция, посвящённая открытым ГИС. На конференцию собрались более 200 разработчиков, пользователей и заинтересованных лиц из России и зарубежья. Конференция состояла из трёх параллельных потоков, посвящённых «классическим ГИС», OpenStreetMap и практическим семинарам.
Сайт GIS-Lab.info включён в Каталог образовательных интернет-ресурсов Федерального портала «Российское образование». Материалы сайта часто анонсируются, цитируются и рекомендуются другими интернет-сайтами, проектами и СМИ, посвящёнными данной тематике, в том числе иностранными. Сайт часто включается в университетские списки рекомендованных веб-ресурсов по ГИС и ДЗЗ.